# Johanna Matintalo
Johanna Katariina Matintalo (Karinainen, 11 december 1996) is een Finse langlaufster. Ze vertegenwoordigde haar vaderland op de Olympische Winterspelen 2018 in Pyeongchang.

## Carrière
Matintalo maakte haar wereldbekerdebuut in november 2014 in Ruka. In februari 2017 scoorde de Finse in Otepää haar eerste wereldbekerpunten. Op de wereldkampioenschappen langlaufen 2017 in Lahti eindigde ze als 29e op de 15 kilometer skiatlon. Tijdens de Olympische Winterspelen van 2018 in Pyeongchang eindigde Matintalo als achttiende op de 30 kilometer klassieke stijl, als negentiende op de sprint en als 24e op de 15 kilometer skiatlon. In maart 2018 behaalde de Finse in Lahti haar eerste toptienklassering in een wereldbekerwedstrijd.
In Seefeld nam ze deel aan de wereldkampioenschappen langlaufen 2019. Op dit toernooi eindigde ze als zeventiende op de 10 kilometer klassieke stijl en als 32e op de 15 kilometer skiatlon. Op de wereldkampioenschappen langlaufen 2021 in Oberstdorf eindigde Matintalo als dertiende op de 30 kilometer klassieke stijl, als 26e op de sprint en als dertigste op de 15 kilometer skiatlon. Op de estafette veroverde ze samen met Jasmi Joensuu, Riitta-Liisa Roponen en Krista Pärmäkoski de bronzen medaille.

## Resultaten

### Olympische Winterspelen
| Jaar | Plaats      | Resultaten                                                                |
| ---- | ----------- | ------------------------------------------------------------------------- |
| 2018 | Pyeongchang | 19e Sprint (klassieke stijl) 24e 15 km skiatlon 18e 30 km klassieke stijl |

### Wereldkampioenschappen
| Jaar | Plaats     | Resultaten                                                                                       |
| ---- | ---------- | ------------------------------------------------------------------------------------------------ |
| 2017 | Lahti      | 29e 15 km skiatlon                                                                               |
| 2019 | Seefeld    | 17e 10 km klassieke stijl 32e 15 km skiatlon                                                     |
| 2021 | Oberstdorf | 26e Sprint (klassieke stijl) · 30e 15 km skiatlon · 13e 30 km klassieke stijl · 4×5 km estafette |

### Wereldbeker
| Legenda | Legenda            |
| ------- | ------------------ |
| TdS     | Tour de Ski        |
| NO      | Nordic Opening     |
| LT      | Lillehammer Triple |
| RT      | Ruka Triple        |
| WBF     | Wereldbekerfinale  |
| STC     | Ski Tour Canada    |
| ST      | Ski Tour           |

Eindklasseringen
| Seizoen   | Algm | DI  | SP  | TdS |
| --------- | ---- | --- | --- | --- |
| 2016/2017 | 73e  | 54e | –   | –   |
| 2017/2018 | 70e  | 50e | 72e | –   |
| 2018/2019 | 70e  | 57e | 50e | –   |
| 2019/2020 | 67e  | 41e | –   | –   |
| 2020/2021 | 25e  | 27e | 35e | 17e |